# 아순시온
아순시온(스페인어: Asunción, 과라니어: Paraguay 파라과이, 문화어: 아쑨씨온)은 파라과이 최대 도시이자 수도이며, 인구는 85만 명 정도다. 파라과이강 좌안과 접하며, 남아메리카에서 오랜 역사를 가진 도시 가운데 하나다. 행정 구역상으로는 수도 지구(스페인어: Distrito Capital 디스트리토 카피탈[*])를 형성한다.
도시 이름은 스페인어로 "성모 승천"을 뜻한다. 도시 정식 명칭은 매우 고귀하고 충성스러운 성모 마리아의 도시인 아순시온(스페인어: La Muy Noble y Leal Ciudad de Nuestra Señora Santa María de la Asunción 라 무이 노블레 이 레알 시우다드 데 누에스트라 세뇨라 산타 마리아 데 라 아순시온[*])이다.

## 역사
1537년 8월 15일 스페인의 정복자인 후안 데 살라사르(Juan de Salazar)가 알토페루(Alto Perú, 현재의 볼리비아)에 위치한 광산 지대를 찾기 위해 라플라타강 원정에 나서던 도중에 설립되었다.
아순시온은 1542년에 일어난 원주민들의 공격으로 인해 폐허가 된 아르헨티나의 수도인 부에노스아이레스에서 피신한 스페인인들에 의해 정비되었다. 아순시온에서 결성된 스페인인들의 식민지 탐사대는 남아메리카의 주요 도시들을 건설하는 중요한 역할을 수행했는데 이들이 건설한 주요 도시로는 아르헨티나의 코리엔테스, 산타페, 볼리비아의 산타크루스데라시에라가 있다. 이러한 이유 때문에 아순시온은 "도시들의 어머니"라는 별칭으로 부르기도 한다.
1731년에는 호세 데 안테케라 이 카스트로(José de Antequera y Castro)가 이끄는 아순시온 시민들이 스페인의 지배에 저항하는 봉기를 일으켰다. 이 봉기는 비록 실패로 끝났지만 파라과이의 원주민, 크리올, 메스티소가 파라과이의 독립에 대한 의지를 보여준 사건으로 여겨진다.
1864년부터 1870년까지 일어난 삼국 동맹 전쟁 시대이던 1869년에는 브라질 군대가 아순시온을 점령하면서 아순시온은 폐허가 되었다. 브라질 군대의 아순시온 점령은 1876년까지 계속되었다. 19세기 말부터 20세기 초반 사이에 아순시온은 유럽, 오스만 제국 출신의 이민자들에 의해 재건되었다.

## 기후, 언어, 종교
아순시온은 열대 몬순 기후를 띠고 있다. 스페인어, 과라니어가 널리 사용되고 있으며 아순시온 시민의 90%가 로마 가톨릭교 신자이다.

### 기후
| 아순시온의 기후                                                            | 아순시온의 기후 | 아순시온의 기후 | 아순시온의 기후 | 아순시온의 기후 | 아순시온의 기후 | 아순시온의 기후 | 아순시온의 기후 | 아순시온의 기후 | 아순시온의 기후 | 아순시온의 기후 | 아순시온의 기후 | 아순시온의 기후 | 아순시온의 기후 |
| 월                                                                         | 1월             | 2월             | 3월             | 4월             | 5월             | 6월             | 7월             | 8월             | 9월             | 10월            | 11월            | 12월            | 연간            |
| -------------------------------------------------------------------------- | --------------- | --------------- | --------------- | --------------- | --------------- | --------------- | --------------- | --------------- | --------------- | --------------- | --------------- | --------------- | --------------- |
| 역대 최고 기온 °C (°F)                                                     | 42.2 (108.0)    | 40.8 (105.4)    | 41.6 (106.9)    | 37.8 (100.0)    | 35.4 (95.7)     | 33.6 (92.5)     | 35.6 (96.1)     | 39.4 (102.9)    | 42.2 (108.0)    | 43.0 (109.4)    | 41.2 (106.2)    | 41.7 (107.1)    | 43.0 (109.4)    |
| 일평균 최고 기온 °C (°F)                                                   | 34.0 (93.2)     | 33.0 (91.4)     | 31.9 (89.4)     | 29.2 (84.6)     | 24.9 (76.8)     | 23.5 (74.3)     | 23.6 (74.5)     | 26.2 (79.2)     | 27.9 (82.2)     | 30.1 (86.2)     | 31.2 (88.2)     | 32.8 (91.0)     | 29.0 (84.2)     |
| 일일 평균 기온 °C (°F)                                                     | 27.8 (82.0)     | 26.9 (80.4)     | 25.9 (78.6)     | 23.2 (73.8)     | 19.4 (66.9)     | 18.3 (64.9)     | 17.5 (63.5)     | 19.6 (67.3)     | 21.5 (70.7)     | 24.1 (75.4)     | 25.2 (77.4)     | 26.9 (80.4)     | 23.0 (73.4)     |
| 일평균 최저 기온 °C (°F)                                                   | 23.1 (73.6)     | 22.5 (72.5)     | 21.5 (70.7)     | 18.9 (66.0)     | 15.5 (59.9)     | 14.2 (57.6)     | 12.9 (55.2)     | 14.6 (58.3)     | 16.5 (61.7)     | 19.5 (67.1)     | 20.3 (68.5)     | 22.2 (72.0)     | 18.5 (65.3)     |
| 역대 최저 기온 °C (°F)                                                     | 12.5 (54.5)     | 12.4 (54.3)     | 9.4 (48.9)      | 6.5 (43.7)      | 2.6 (36.7)      | −1.2 (29.8)     | −0.6 (30.9)     | 0.0 (32.0)      | 2.6 (36.7)      | 7.0 (44.6)      | 7.8 (46.0)      | 10.0 (50.0)     | −1.2 (29.8)     |
| 평균 강수량 mm (인치)                                                      | 132.6 (5.22)    | 146.4 (5.76)    | 131.3 (5.17)    | 151.7 (5.97)    | 134.1 (5.28)    | 70.7 (2.78)     | 48.2 (1.90)     | 38.7 (1.52)     | 79.2 (3.12)     | 157.9 (6.22)    | 195.0 (7.68)    | 176.5 (6.95)    | 1,462.3 (57.57) |
| 평균 강수일수 (≥ 1.0 mm)                                                   | 8               | 7               | 7               | 8               | 7               | 7               | 4               | 5               | 6               | 8               | 8               | 8               | 83              |
| 평균 상대 습도 (%)                                                         | 68              | 71              | 72              | 75              | 76              | 76              | 70              | 70              | 66              | 67              | 67              | 68              | 70              |
| 평균 월간 일조시간                                                         | 276             | 246             | 254             | 228             | 205             | 165             | 195             | 223             | 204             | 242             | 270             | 295             | 2,803           |
| 출처 1: 미국 해양대기청 (평년값: 1991년~2020년, 극값: 1991년~현재)         |                 |                 |                 |                 |                 |                 |                 |                 |                 |                 |                 |                 |                 |
| 출처 2: 세계기상기구 (강수일수: 1971년~2000년), 덴마크 기상학회 (일조시간) |                 |                 |                 |                 |                 |                 |                 |                 |                 |                 |                 |                 |                 |

## 인구
| 연도 | 인구    | ±%     |
| ---- | ------- | ------ |
| 1950 | 206,634 | —      |
| 1962 | 288,882 | +39.8% |
| 1972 | 388,958 | +34.6% |
| 1982 | 454,881 | +16.9% |
| 1992 | 500,938 | +10.1% |
| 2002 | 512,112 | +2.2%  |
| 2012 | 529,433 | +3.4%  |
| 2022 | 477,346 | −9.8%  |